# Ха'-К'ін-Шоок
Ха'-К'ін-Шоок (д/н—28 березня 780) — ахав Йокібського царства з 767 до 780 року. Ім'я перекладається як «Водяна Сонячна Акула».

## Життєпис
Був сином ахава Іцам-К'ан-Ака IV. Про молоді роки немає відомостей. Після смерті свого брата К'ініч-Йо'наль-Ака III у 767 році стає новим володарем. Церемонія інтронізації відбулася в день 9.16.16.0.4, 7 К'ан 17 Поп (18 лютого 767 року).
Про нього відомо недостатньо. В день 9.17.1.2.12, 9 Еб 0 Сіп (11 березня 772 року) Ха'-К'ін-Шоок брав участь у похованні сахаля (намісника) Яшнііля — Ах-Чак-Сінам-К'утііма. Проте Ха'-К'ін-Шоок не зміг відновити владу над Яшніілєм. Головні зусилля спрямував на збереження меж держави, яку успадкував у брата.
Підготував перенос столиці до ламнаху. Загинув в день 9.17.9.5.11, 10 Чувен 19 Сіп (28 березня 780 року), внаслідок повалення невдаволеною знаттю на чолі із небіжем К'ініч-Ят-Ак II.